# Етово (Тенеси)
Етово (енгл. Etowah) град је у америчкој савезној држави Тенеси.

## Демографија
По попису из 2010. године број становника је 3.490, што је 173 (-4,7%) становника мање него 2000. године.
| Група             | 2000.         | 2010.         |
| Белци             | 3.399 (92,8%) | 3.237 (92,8%) |
| Афроамериканци    | 119 (3,2%)    | 80 (2,3%)     |
| Азијати           | 4 (0,1%)      | 16 (0,5%)     |
| Хиспаноамериканци | 78 (2,1%)     | 67 (1,9%)     |
| Укупно            | 3.663         | 3.490         |